# 율리아 아우구스투스

율리아(기원전 39년 10월 30일 ~ 14년) 또는 율리아 아우구스투스는 아우구스투스의 외동딸이다. 그녀는 소 폼페이우스의 누이인 스크린보이아와 훗날 로마의 황제가 되는 옥타비아누스 사이에서 태어났다. 그 후 아버지의 조카인 마르켈루스와 처음으로 결혼했고, 그가 기원전 21년 사망하자, 18세의 나이로 24세나 위인 아버지의 오른팔 아그리파와 재혼하였다. 그러나 아그리파 역시 8년 후 50세에 세상을 떠났고, 마지막으로 아버지의 후계자인 티베리우스와 재혼하였다. 그러나 5년 후 역시 티베리우스와도 사실상 이혼하였다. 기원전 2년 율리아는 율리우스 안토니우스와 불륜을 저지른 죄로 칸파탈티아섬에 유배됐다가, 다시 서기 5년 레조에 유배되어서 9년 후인 서기 14년에 53세로 죽었다.

## 같이 보기
- 율리우스법